# Atrobucca bengalensis
Atrobucca bengalensis is een  straalvinnige vissensoort uit de familie van ombervissen (Sciaenidae). De wetenschappelijke naam van de soort is voor het eerst geldig gepubliceerd in 1995 door Sasaki.